# Ergene (Tekirdağ)
Ergene ist ein Landkreis der türkischen Provinz Tekirdağ und gleichzeitig ein Stadtbezirk der Büyükşehir belediyesi (Großstadtgemeinde) Tekirdağ. Nachdem die Provinzhauptstadt 2012 zur Büyükşehir belediyesi erklärt worden war, wurde der nördliche Teil des früheren Landkreis Çorlu als neuer eigenständigen Landkreis Ergene gebildet.
Ergene liegt im Nordosten der Provinz und grenzt im Süden an Çorlu, im Westen an Muratlı, im Nordwesten an die Provinz Kırklareli sowie im Nordosten an Saray, Kapaklı und Çerkezköy. Durch den Kreis verläuft von Nordwesten nach Südosten die Fernstraße E-80, die von der bulgarischen Grenze über Edirne kommt und weiter über Istanbul die Türkei durchquert bis zur iranischen Grenze im Osten. Parallel dazu läuft weiter südlich die D-100 durch den Landkreis. Von Nordosten nach Südwesten fließt der Ergene Nehri durch den Kreis, der weiter westlich an der Grenze zu Griechenland in den Meriç Nehri mündet. Der Landkreis ist weitgehend flach ohne nennenswerte Erhebungen.
Der Landkreis ist nach dem Fluss Ergene benannt.
Durch das Gesetz Nr. 6360 wurde der Landkreis Ergene 2012 aus dem nördlichen Teil des Kreises Çorlu gebildet – aus den beiden Stadtteilen (Mahalle) Sağlık (Ende 2012: 11.470 Einw.) und Yeşiltepe (14.806) sowie den drei Stadtgemeinden (Belediye): Ulaş (5.743), Misinli (1.665) und Velimeşe (7.979). Des Weiteren gehörten zum neuen Kreis noch zehn Dörfer mit insgesamt 9.081 Einwohnern.
Sie alle wurden im Zuge der Gebietsreform 2013 in Mahalle (Stadtviertel, Ortsteile) überführt, denen ein Muhtar als oberster Beamter vorsteht. Ende 2020 lebten durchschnittlich 3.813 Menschen in jedem dieser 17 Mahalle, 14.271 Einw. im bevölkerungsreichsten Yeşiltepe. Marmaracık ist dabei das größte in der Fläche (12,5 km²).